# 호수종택
호수종택(湖叟宗宅)은 대한민국 경상북도 영천시 대전동에 있는 건축물이다. 1977년 7월 15일 경상북도의 유형문화재 제90호로 지정되었다.

## 개요
조선 광해군 5년(1613)에 해남현감 정호례가 지은 주택이다.
정호례는 임진왜란(1592) 때 의병을 일으켜 영천에 침입한 왜병을 격퇴하는 등 많은 전공을 세운 의병장 정세아의 장손이다.
工자 모양으로 지은 전통적인 양식의 건물이며, 이 건물 북쪽에 정세아의 위패를 모신 환고사가 있다.

## 같이 보기
- 정세아

## 참고 자료
- 호수종택 - 국가유산청 국가유산포털